# Burg Amoltern
Die Burg Amoltern ist eine abgegangene Spornburg auf 280 m ü. NN südlich des Ortsteils Amoltern der Stadt Endingen am Kaiserstuhl im Landkreis Emmendingen in Baden-Württemberg.
Die Burg wurde im 13. Jahrhundert erbaut und vermutlich Ende des 13. Jahrhunderts zerstört. 1973 wurden im Zuge von Flurbereinigungen Fundamentreste der Burg entdeckt. Das Fundament misst etwa 4,5 mal 5 Meter.